# Hijo de hombre (novela)
Hijo de hombre es la primera novela del escritor paraguayo Augusto Roa Bastos, publicada en 1960. Considerada una obra fundamental de la literatura latinoamericana, forma parte de una trilogía que se completa con Yo el Supremo (1974) y El fiscal (1993). El autor publicó una nueva versión en 1983.
La novela repasa un período de la historia de Paraguay (desde principios del siglo XX hasta la Guerra del Chaco) a través de la forma de vida de los pueblos rurales, rescatando las tradiciones y la lengua de sus habitantes, que alternan el español con el guaraní. El propio Roa Bastos pasó sus primeros años en Iturbe, donde adquirió ambos idiomas. La novela se estructura a partir de dos líneas narrativas: por un lado, el relato de Miguel Vera, protagonista y narrador principal; por otro, relatos en apariencia independientes entre sí pero que complementan y explican hechos y personajes aludidos por Vera en su narración. Ambientada en diferentes localidades del interior del Paraguay (sobre todo Itapé y Sapukai), el arco temporal abarca alrededor de treinta años, entre 1905 y 1935, aludiendo a hechos históricos como la Revolución de 1904, la de 1912, y la Guerra del Chaco (1932-1935).
La novela fue escrita y publicada por Roa Bastos en Buenos Aires, donde residió desde 1947, perseguido por la dictadura de Alfredo Stroessner, y donde vivió hasta 1976, cuando se exilió en Toulouse, Francia, también perseguido por la dictadura argentina. Hijo de hombre ganó el Premio Internacional de Novela otorgado por la editorial Losada en 1959 y tuvo un éxito inmediato de público y crítica.

## Personajes

### Gaspar Mora
Personaje principal de la novela que se ve obligado al exilio y la supervivencia en la región del Chaco por su enfrentamiento político con el gobierno paraguayo.

### Macario Francia
Fue el hijo de un esclavo del Dr. Francia. Fue liberado tiempo después y es el tío de Gaspar Mora. En su vida hubo rumores de que era hijo del Karai Guasu pero eso se desmiente explicando que el mismo ponía su apellido a todos sus esclavos. Era muy bajo y flaco, al punto de que fue enterrado en un cajón para niños.

### Miguel Vera
Amigo de Jose Gaspar E. Dias y papa de Juana Maria de Lara